# Davorin Mlakar
Davorin Mlakar (Bjelovar, 30. prosinca 1958.), hrvatski pravnik i političar. Bivši je sudac Ustavnog suda Republike Hrvatske i bivši ministar uprave.

## Životopis
Diplomirao je na Pravnom fakultetu u Zagrebu 1982. godine. Započeo je svoju karijeru u osiguravajućem društvu "Croatia osiguranje" na međunarodnim osiguranjima i nastavio ju kao stariji službenik u tijelima državne uprave, uključujući pozicije izvršnog pomoćnika savjetnika za Grad Zagreb.
U vladi premijera Valentića obnašao je najprije dužnost tajnika Vlade (od 13. svibnja 1993. do 3. ožujka 1994.), a potom ministra uprave. Tu dužnost nastavio je obnašati i u vladi premijera Mateše do 1998. godine. 
Bio je predstavnik Vlade Republike Hrvatske i pregovarač u procesu reintegracije istočne Slavonije u ustavnopravni poredak Republike Hrvatske.
Zatim je obnašao dužnost veleposlanika Republike Hrvatske u Japanu i Republici Koreji od 1998. do 2000.
Autor je nekoliko međunarodnih projekata, između ostalog i projekta Kraljevine Danske vezan uz horizontalnu povezanost središnjih tijela državne uprave te u suradnji sa Svjetskom bankom projekta plaća u državnoj i javnoj upravi. Autor je i koautor većeg broja zakonskih tekstova iz područja uprave i pravosuđa.

## Nagrade i priznanja
Odlikovan je Spomenicom domovinske zahvalnosti, Spomenicom domovinskog rata, Redom hrvatskog pletera, Redom hrvatskog trolista, Redom Ante Starčevića, Spomen medaljom "Vukovar" te Japanskim ordenom izlazećeg sunca sa zlatnom i srebrnom zvijezdom.

## Vanjske poveznice
- Ustavni sud